# Presidente della Repubblica Italiana

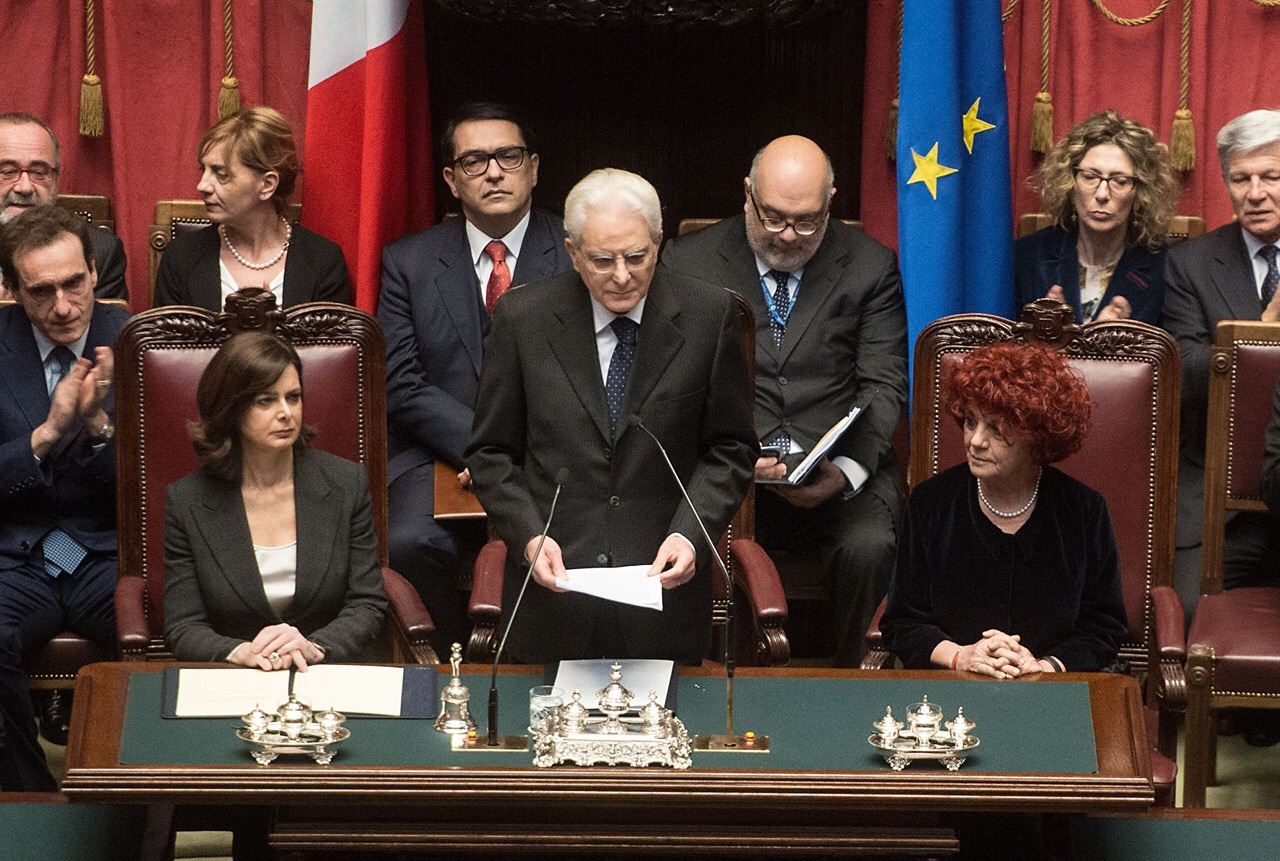
Sergio Mattarella pronuncia il discorso di insediamento dinanzi al Parlamento nel 2015

Il presidente della Repubblica Italiana, nel sistema politico italiano, è il capo dello Stato italiano, rappresentante dell'unità nazionale. Il presidente della Repubblica si configura come un potere «neutro», ovvero posto al di fuori della tripartizione dei poteri (legislativo, esecutivo o giudiziario), ed è la più alta carica dello Stato. Svolge una funzione di sorveglianza e coordinamento, secondo le norme stabilite dalla Costituzione italiana, di cui è garante.
Il presidente della Repubblica è un organo costituzionale. È eletto dal Parlamento in seduta comune integrato dai delegati delle Regioni (tre consiglieri per regione, eletti dai Consigli regionali, con l'eccezione della Valle d'Aosta che ne elegge uno solo, per un totale di 58) e rimane in carica per sette anni (mandato presidenziale). La Costituzione stabilisce che può essere eletto presidente chiunque, con cittadinanza italiana, abbia compiuto i cinquanta anni di età e goda dei diritti civili e politici.
La residenza ufficiale del presidente della Repubblica è il Palazzo del Quirinale (sull'omonimo colle di Roma), che, per metonimia, indica spesso la stessa presidenza.
Dal 2015 la carica è ricoperta da Sergio Mattarella.

## La figura

### Requisiti ed eleggibilità
Ai sensi dell'art. 83 della Costituzione: 
I requisiti di eleggibilità, contenuti nel primo comma dell'art. 84 della Costituzione, sono:
- l'avere cittadinanza italiana;
- aver compiuto i 50 anni d'età;
- godere dei diritti civili e politici.

La Costituzione prevede inoltre l'incompatibilità con qualsiasi altra carica. L'elezione del Presidente della Repubblica avviene su iniziativa del Presidente della Camera dei deputati e la Camera dei deputati è la sede per la votazione. Il Presidente della Camera convoca la seduta comune trenta giorni prima della scadenza naturale del mandato in corso. Nel caso di impedimento permanente, di morte o di dimissioni del presidente in carica, il Presidente della Camera convoca la seduta comune entro quindici giorni. Nel caso le camere siano sciolte o manchino meno di tre mesi alla loro cessazione, l'elezione del presidente della Repubblica avrà luogo entro il quindicesimo giorno a partire dalla riunione delle nuove camere. Nel frattempo sono prorogati i poteri del presidente in carica. Quest'ultima previsione serve a svincolare l'elezione del nuovo presidente della Repubblica dalla conflittualità tipica del periodo preelettorale e a fare in modo che il nuovo presidente risulti eletto da un Parlamento completamente legittimato.
La previsione di una maggioranza qualificata per i primi tre scrutini e di una maggioranza assoluta per gli scrutini successivi serve a evitare che la carica sia ostaggio della maggioranza politica. La carica rinvia infatti a un ruolo indipendente dall'indirizzo della maggioranza politica e un mutamento dei quorum deliberativi (ipotizzato in sede di revisione costituzionale) è stato per questo oggetto di rilievi in dottrina.
Il presidente assume l'esercizio delle proprie funzioni solo dopo aver prestato giuramento innanzi al Parlamento in seduta comune (ma senza i delegati regionali), al quale si rivolge, per prassi, tramite un messaggio presidenziale.

### Durata e scadenza
Il mandato dura sette anni a partire dalla data del giuramento. La previsione di un settennato impedisce che un presidente possa essere rieletto dalle stesse Camere, che hanno mandato quinquennale, e contribuisce a svincolarlo da eccessivi legami politici con l'organo che lo vota. La Costituzione Italiana non prevede un limite al numero di mandati per quanto concerne la carica di presidente della Repubblica. Oltre che alla naturale scadenza di sette anni, il mandato può essere interrotto per:
- dimissioni volontarie;
- morte;
- impedimento permanente, dovuto a gravi malattie;
- destituzione, nel caso di giudizio di colpevolezza sulla messa in stato d'accusa per reati di alto tradimento e attentato alla Costituzione (art. 90);
- decadenza, per il venir meno di uno dei requisiti di eleggibilità.

I poteri del presidente sono prorogati nel caso le camere siano sciolte o manchino meno di tre mesi al loro scioglimento; vengono prorogati fino all'elezione che dovrà aver luogo entro quindici giorni dall'insediamento delle nuove Camere.
Ad oggi nessun mandato è stato interrotto per colpevolezza o decadenza, né alcun presidente è venuto a mancare durante l'esercizio della carica. Invece, si è assistito a casi di dimissioni volontarie: il primo fu Antonio Segni, dimessosi in seguito a grave malattia (ebbe una trombosi cerebrale durante un acceso colloquio con Giuseppe Saragat – che sarebbe stato il suo successore diretto – e Aldo Moro, e ne fu accertato l'impedimento temporaneo), a cui fecero seguito Giovanni Leone (in seguito allo scandalo Lockheed, sei mesi prima della scadenza naturale), Francesco Cossiga (in disaccordo con la situazione politica, due mesi prima della scadenza naturale) e Giorgio Napolitano (per difficoltà dovute all'età; Napolitano all'epoca aveva quasi 90 anni). Il caso di Segni è tra l'altro singolare, poiché non si arrivò mai a dichiararne l'impedimento permanente: egli anticipò i tempi firmando le dimissioni. 
È usuale l'esercizio delle dimissioni di cortesia, ossia quella prassi per cui il presidente uscente, in seguito all'elezione del suo successore, firma le dimissioni con pochi giorni di anticipo rispetto alla scadenza naturale del mandato, così da facilitare la successione; tale prassi è stata applicata dai presidenti Sandro Pertini per Cossiga, Oscar Luigi Scalfaro per Ciampi, Carlo Azeglio Ciampi per Napolitano, e Napolitano per accelerare l'inizio del suo secondo mandato. I restanti mandati (Enrico De Nicola, Luigi Einaudi, Giovanni Gronchi e Saragat) raggiunsero invece il loro termine naturale.
Nella storia si è assistito a due casi di conferma del mandato del presidente uscente, e allo stesso tempo di elezione di uno stesso presidente per più di un mandato: il 20 aprile 2013, infatti, le Camere hanno votato la rielezione del presidente uscente Giorgio Napolitano; il 29 gennaio 2022 Sergio Mattarella è stato anch'egli rieletto per un secondo mandato.

### Presidente supplente
In tutti quei casi in cui il presidente della Repubblica non possa adempiere alle proprie funzioni, esse vengono assunte temporaneamente dal presidente del Senato.
Le motivazioni per cui un presidente non possa adempiere alle proprie funzioni sono molteplici: motivi di salute, sospensione temporanea dalla carica disposta dalla Corte costituzionale, o anche viaggi di Stato all'estero.

### Presidente emerito
Gli ex presidenti della Repubblica assumono per diritto il titolo onorifico di presidenti emeriti della Repubblica (istituita con i decreti del Presidente del Consiglio dei ministri del 23 luglio 1998 e del 25 settembre 2001) e assumono la carica, salvo rinuncia, di senatore di diritto e a vita.

## Funzioni

### Attribuzioni presidenziali
La Costituzione, oltre a riconoscere alla carica la funzione di rappresentanza dell'unità del Paese con tutte le prerogative tipiche del capo di Stato a livello di diritto internazionale, pone il presidente al vertice della tradizionale tripartizione dei poteri dello Stato. Espressamente previsti sono i poteri di:
1. in relazione alla rappresentanza esterna:
  - accreditare e ricevere funzionari diplomatici (art. 87 Cost.);
  - ratificare i trattati internazionali sulle materie dell'art. 80, previa autorizzazione delle Camere (art. 87);
  - dichiarare lo stato di guerra, deliberato dalle Camere (art. 87);
2. in relazione all'esercizio delle funzioni parlamentari:
  - nominare fino a cinque senatori a vita (art. 59);
  - inviare messaggi alle Camere (art. 87);
  - convocarle in via straordinaria (art. 62);
  - scioglierle salvo che negli ultimi sei mesi di mandato. Lo scioglimento può avvenire in ogni caso se il semestre bianco coincide in tutto o in parte con gli ultimi sei mesi di legislatura (art. 88);
  - indire le elezioni e fissare la prima riunione delle nuove Camere (art. 87);
3. in relazione alla funzione legislativa e normativa:
  - autorizzare la presentazione in Parlamento dei disegni di legge governativi (art. 87);
  - promulgare le leggi approvate in Parlamento entro un mese, salvo termine inferiore su richiesta della maggioranza assoluta delle Camere (art. 73);
  - rinviare alle Camere con messaggio motivato le leggi non promulgate e chiederne una nuova deliberazione (potere non più esercitabile se le Camere approvano nuovamente) (art. 74);
  - emanare i decreti-legge, i decreti legislativi e i regolamenti adottati dal governo (art. 87);
  - indire i referendum (art. 87) e nei casi opportuni, al termine della votazione, dichiarare l'abrogazione della legge a esso sottoposta;[12]
4. in relazione alla funzione esecutiva e di indirizzo politico:
  - nominare il Presidente del Consiglio dei ministri e, su proposta di questo, i ministri (art. 92). Secondo la prassi costituzionale, la nomina avviene in seguito a opportune consultazioni con i presidenti delle Camere, i capi dei gruppi parlamentari, i presidenti emeriti della Repubblica e le delegazioni politiche;
  - accogliere il giuramento del governo e le eventuali dimissioni (art. 93);
  - nominare alcuni funzionari statali di alto grado (art. 87);
  - presiedere il Consiglio supremo di difesa e detenere il comando delle forze armate italiane (art. 87);
  - decretare lo scioglimento di consigli regionali e la rimozione di presidenti di regione (art. 126);
  - decretare lo scioglimento delle Camere o anche di una sola di esse (art. 88);
5. in relazione all'esercizio della giurisdizione:
  - presiedere il Consiglio superiore della magistratura (art. 104);
  - nominare un terzo dei componenti della Corte costituzionale (art. 135);
  - concedere la grazia e commutare le pene (art. 87).

Conferisce inoltre le onorificenze della Repubblica Italiana tramite decreto presidenziale (art. 87).

### La controfirma degli atti presidenziali

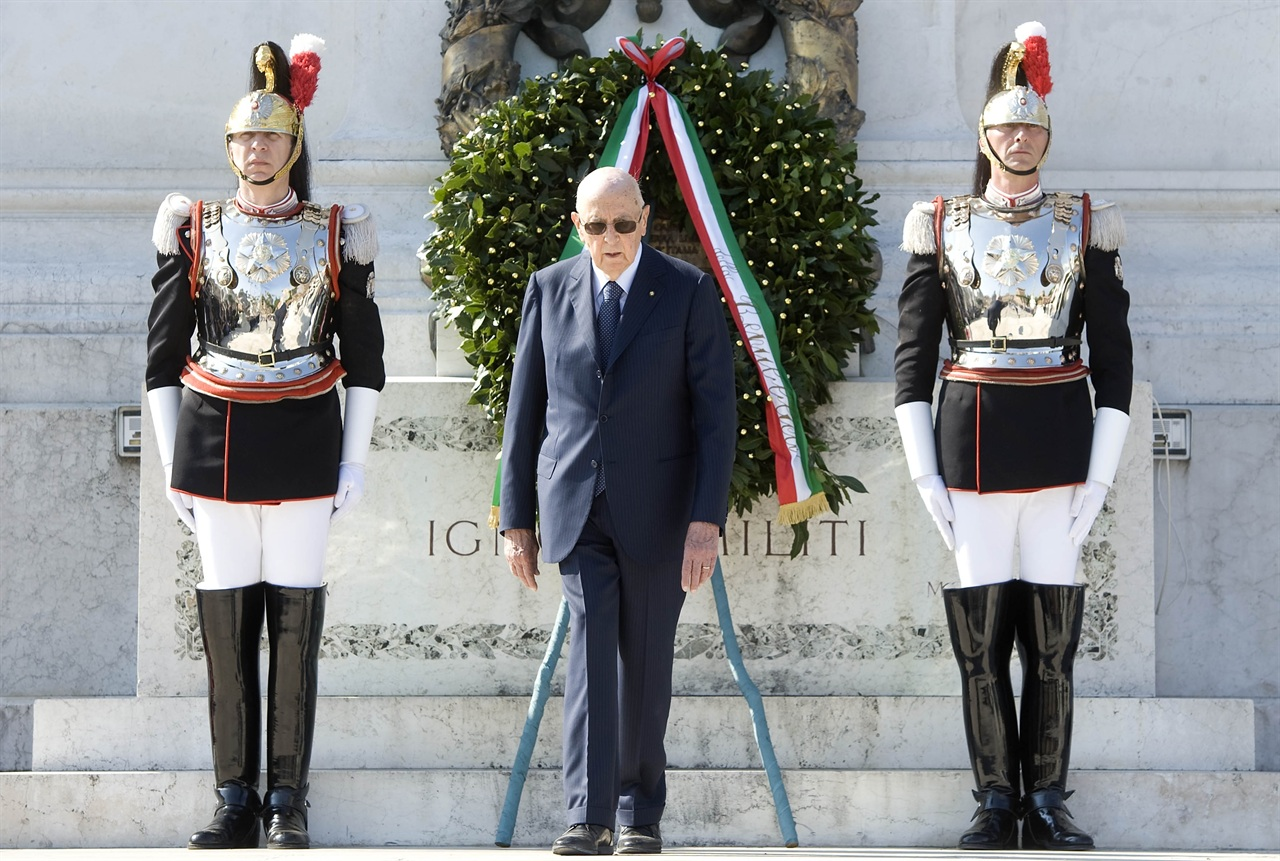
Il capo dello Stato, scortato dai corazzieri nelle cerimonie formali, è l'autorità che rende omaggio al Milite Ignoto nelle solennità nazionali.
In questa immagine, Giorgio Napolitano dopo l'omaggio reso all'Altare della Patria il 2 giugno 2012

La Costituzione (art. 89) prevede che ogni atto presidenziale per essere valido debba essere controfirmato dai ministri proponenti, che ne assumono la responsabilità, e richiede la controfirma anche del presidente del Consiglio dei ministri per ogni atto che ha valore legislativo o nei casi in cui ciò viene previsto dalla legge (come avviene per esempio per la nomina dei giudici costituzionali, dei senatori a vita o per i messaggi alle Camere).
Come stabilisce l'art. 90 della Costituzione, il presidente non è responsabile per gli atti compiuti nell'esercizio delle sue funzioni, tranne per alto tradimento o per attentato alla Costituzione, per cui può essere messo sotto accusa dal Parlamento. L'assenza di responsabilità, principio che discende dall'irresponsabilità regia nata con le monarchie costituzionali e già presente in Italia nello Statuto Albertino (per il quale il Re era persona sacra e inviolabile), gli consente di poter adempiere alle sue funzioni di garante delle istituzioni stando al di sopra delle parti. La controfirma del ministro evita che si crei una situazione in cui un potere non sia soggetto a responsabilità: il ministro che partecipa, firmando, all'atto del presidente potrebbe essere chiamato a risponderne davanti al Parlamento o davanti ai giudici se l'atto costituisse un illecito.
La controfirma assume diversi significati a seconda che l'atto del presidente della Repubblica sia sostanzialmente presidenziale (ovvero derivi dai "poteri propri" del presidente e non necessitano della "proposta" di un ministro) oppure sostanzialmente governativi (come si verifica nella maggior parte dei casi). Nel primo caso la firma del ministro accerta la regolarità formale della decisione del capo dello Stato e quella del presidente ha valore decisionale, nel secondo quella del presidente accerta la legittimità dell'atto e quella del ministro ha valore decisionale.
Questioni in dottrina nascono in merito alla distinzione tra atti sostanzialmente presidenziali e atti formalmente presidenziali.
Un conflitto in merito alla titolarità del potere di grazia e al ruolo del ministro della giustizia sorse tra il Presidente della Repubblica Carlo Azeglio Ciampi e il guardasigilli Roberto Castelli: nel maggio 2006 la Corte costituzionale ha stabilito che il potere di concedere la grazia è prerogativa presidenziale e che il ministro della giustizia è tenuto a controfirmare il decreto di concessione, pur mantenendo un controllo sul requisito delle "ragioni umanitarie" per la concessione della grazia.

### Responsabilità

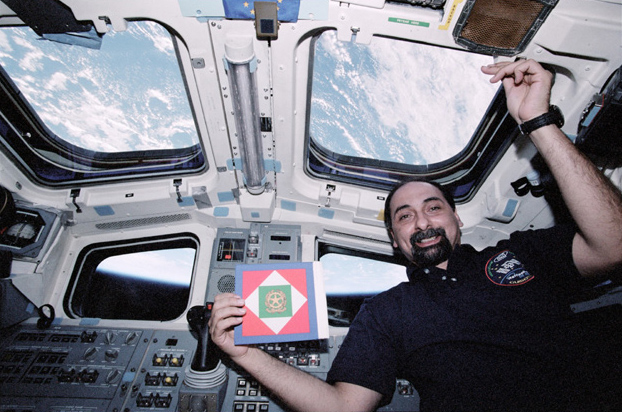
Stendardo del presidente della Repubblica portato in orbita dall'astronauta Umberto Guidoni, 2001

Al fine di garantire la sua autonomia e libertà, come si è visto, è riconosciuta al presidente della Repubblica la non-responsabilità per qualsiasi atto compiuto nell'esercizio delle sue funzioni. Le uniche eccezioni a questo principio si configurano nel caso che abbia commesso due reati esplicitamente stabiliti dalla Costituzione: l'alto tradimento (cioè l'intesa con Stati nemici) o l'attentato alla Costituzione (cioè una violazione delle norme costituzionali tale da stravolgere i caratteri essenziali dell'ordinamento al fine di sovvertirlo con metodi non consentiti dalla Costituzione).
In tali casi il presidente viene messo in stato di accusa dal Parlamento riunito in seduta comune con deliberazione adottata a maggioranza assoluta, su relazione di un Comitato formato dai componenti della Giunta del Senato e da quelli della Camera competenti per le autorizzazioni a procedere. Una volta deliberata la messa in stato d'accusa, la Corte Costituzionale (integrata da 16 membri esterni) ha la facoltà di sospenderlo in via cautelare.
Nella storia repubblicana si è giunti in soli due casi alla richiesta di messa in stato d'accusa, nel dicembre 1991 contro il presidente Cossiga e nel gennaio 2014 contro il presidente Napolitano; entrambi i casi si sono chiusi con la dichiarazione di manifesta infondatezza delle accuse da parte del Comitato Parlamentare. Per quanto riguarda Cossiga, tale dichiarazione giunse quando il settennato si era già concluso. Per eventuali reati commessi al di fuori dello svolgimento delle sue funzioni istituzionali il presidente è responsabile come qualsiasi cittadino. In concreto, però, una parte della dottrina ritiene esista improcedibilità in ambito penale nei confronti del presidente durante il suo mandato; nel caso del presidente Oscar Luigi Scalfaro (sotto accusa per peculato), di fronte al suo rifiuto di dimettersi e alla mancanza di iniziative da parte del parlamento, il processo fu dichiarato improcedibile.
Il presidente della Repubblica può dar vita a illeciti compiuti al di fuori dell'esercizio delle sue funzioni, e in questi casi varrà l'ordinaria responsabilità giuridica. In particolare, se è difficile immaginare un vero e proprio illecito amministrativo (coincidente con un reato funzionale), non si può invece escludere che il presidente sia chiamato, sul piano civile, a risarcire un danno, per esempio per un incidente stradale.
Secondo parte della dottrina, non sarebbe accettabile la tesi (rigettata a suo tempo in Assemblea Costituente da Umberto Terracini) che egli risponda di eventuali comportamenti criminosi solo alla fine del settennato: si dimetta o meno, egli deve rispondere subito per i reati di cui è accusato, pena l'ammissione di un privilegio incompatibile con gli artt. 3 e 112 della Costituzione. Altra autorevole dottrina è però favorevole al giudizio alla fine del settennato (sempre che nel frattempo non siano decorsi i termini di prescrizione), non escludendo comunque le dimissioni del Capo dello Stato, ma solo qualora il reato commesso sia particolarmente grave.
Il cosiddetto "lodo Schifani" (legge n. 140/2003) disponeva che i presidenti della Repubblica, del Consiglio, della Camera, del Senato e della Corte costituzionale non potessero essere sottoposti a procedimenti penali per qualsiasi reato anche riguardante fatti antecedenti l'assunzione della carica o della funzione fino alla cessazione delle medesime: ne discendeva la sospensione dei relativi processi penali in corso in ogni fase, stato o grado. Questa legge è stata dichiarata illegittima dalla Corte costituzionale, con la sentenza n. 24/2004, per violazione degli articoli 3 e 24 della Costituzione. Un provvedimento simile, con alcune correzioni dovute ai rilievi della Corte costituzionale, denominato "lodo Alfano", è stato proposto e approvato nel 2008, durante la XVI Legislatura, e anch'esso dichiarato illegittimo con la sentenza n. 262/2009 per violazione degli articoli 3 e 138 della Costituzione.

### Lamoral suasion
Nella prassi ogni presidente ha interpretato in modo diverso il proprio ruolo e la propria sfera di influenza, con maggiore o minore attivismo; in generale la potenziale rilevanza delle prerogative a essi conferite è emersa soprattutto nei momenti di crisi dei partiti e delle maggioranze di governo, rimanendo più in ombra nelle fasi di stabilità politica. Tra tali prerogative, il potere di rinvio – connesso alla funzione di promulgazione delle leggi – è uno degli strumenti più utili allo scopo.
La moral suasion sotto la presidenza Ciampi si esercitò facendo conoscere innanzi tempo il suo avviso, ad esempio lasciando filtrare indiscrezioni di stampa sui messaggi che avrebbe potuto inviare alle Camere innanzi a disegni di legge di dubbia costituzionalità (...). Più frequentemente il potere di rinvio previsto dall'art. 74 Cost. non venne esercitato grazie a un accordo tra gentiluomini in virtù del quale venivano apportate delle modifiche in corso d’opera, previamente concordate fra gli organi tecnici del Quirinale e di Palazzo Chigi. Non si trattava di una procedura del tutto inedita, dato che già Einaudi – il cui pensiero era ben noto a Ciampi che ne aveva letto Le Prediche inutili – aveva fatto valere le sue perplessità su disegni di legge di iniziativa governativa in sede di autorizzazione per la relativa presentazione al Parlamento.
In stretta connessione con quest'approccio "interventista" è emersa anche la critica, rara in passato, alla natura super partes del Capo dello Stato, negata da chi vi ha visto comunque l'espressione di un'esperienza politica riconosciuta (e premiata) dalla maggioranza che l'ha votato. A tale critica ha risposto il presidente Giorgio Napolitano, affermando anzitutto che "quella del Capo dello Stato, potere neutro al di sopra delle parti e fuori della mischia politica, non è una finzione, è la garanzia di moderazione e di unità nazionale posta consapevolmente nella nostra Costituzione come in altre dell'Occidente democratico". Ciò non va confuso con l'estrazione politica di provenienza, come ha precisato lo stesso Napolitano: "Tutti i miei predecessori – a cominciare, nel primo settennato, da Luigi Einaudi – avevano ciascuno la propria storia politica: sapevano, venendo eletti Capo dello Stato, di doverla e poterla non nascondere, ma trascendere. Così come ci sono stati presidenti della Repubblica eletti in Parlamento da una maggioranza che coincideva con quella di governo, talvolta ristretta o ristrettissima, o da una maggioranza eterogenea, e contingente. Ma nessuno di loro se ne è fatto condizionare".

## La Presidenza della Repubblica
Al pari degli altri organi costituzionali, anche la presidenza della Repubblica dispone di uffici e servizi dotati di una peculiare autonomia. Questi uffici – eredi della Real Casa – sono riuniti nel Segretariato generale della Presidenza, al cui vertice è posto il segretario generale, nominato e revocato dal presidente in carica, e coadiuvato da due vice segretari generali.
Direttori degli uffici sono i consiglieri del Presidente.

### Segretari generali della presidenza della Repubblica
| N°  | Fotografia       | Segretario generale | Insediamento     | Fine mandato         | Presidente della Repubblica |
| --- | ---------------- | ------------------- | ---------------- | -------------------- | --------------------------- |
| 1   |                  | Ferdinando Carbone  | 12 maggio 1948   | 31 marzo 1954        | Luigi Einaudi               |
| 2   |                  | Nicola Picella      | 1º aprile 1954   | 11 maggio 1955       | Luigi Einaudi               |
| 3   |                  | Oscar Moccia        | 12 maggio 1955   | 11 maggio 1962       | Giovanni Gronchi            |
| 4   |                  | Paolo Strano        | 11 maggio 1962   | 6 dicembre 1964      | Antonio Segni               |
| 4   | 6 dicembre 1964  | Paolo Strano        | 13 gennaio 1965  | Giuseppe Saragat     |                             |
| (2) |                  | Nicola Picella      | 13 gennaio 1965  | Giuseppe Saragat     | 29 dicembre 1971            |
| (2) | 29 dicembre 1971 | Nicola Picella      | 19 luglio 1976   | Giovanni Leone       |                             |
| 5   |                  | Franco Bezzi        | 19 luglio 1976   | Giovanni Leone       | 15 luglio 1978              |
| 6   |                  | Antonio Maccanico   | 15 luglio 1978   | 29 giugno 1985       | Sandro Pertini              |
| 6   | 3 luglio 1985    | Antonio Maccanico   | 2 marzo 1987     | Francesco Cossiga    |                             |
| 7   |                  | Sergio Berlinguer   | 2 marzo 1987     | Francesco Cossiga    | 28 maggio 1992              |
| 8   |                  | Gaetano Gifuni      | 28 maggio 1992   | 15 maggio 1999       | Oscar Luigi Scalfaro        |
| 8   | 18 maggio 1999   | Gaetano Gifuni      | 11 maggio 2006   | Carlo Azeglio Ciampi |                             |
| 9   |                  | Donato Marra        | 11 maggio 2006   | 22 aprile 2013       | Giorgio Napolitano          |
| 9   | 22 aprile 2013   | Donato Marra        | 16 febbraio 2015 |                      | Giorgio Napolitano          |
| 10  |                  | Ugo Zampetti        | 16 febbraio 2015 | 3 febbraio 2022      | Sergio Mattarella           |
| 10  | 3 febbraio 2022  | Ugo Zampetti        | in carica        |                      | Sergio Mattarella           |

### Consiglieri della presidenza della Repubblica Italiana
- Consigliere per gli affari giuridici e relazioni costituzionali
- Consigliere diplomatico
- Consigliere per gli affari militari
- Consigliere per gli affari del Consiglio supremo di difesa
- Consigliere per gli affari dell'amministrazione della Giustizia
- Consigliere per gli affari finanziari
- Consigliere per gli affari interni e per i rapporti con le Autonomie
- Consigliere per l'Informazione e alla partecipazione sociale
- Consigliere per la stampa e la comunicazione

#### Consiglieri per la stampa e la comunicazione
I consiglieri per la stampa e la comunicazione sono anche direttori dell'ufficio stampa del Quirinale. Fino al 30 ottobre 1985 l'incarico era di capo del Servizio stampa.
| Consigliere per la stampa e la comunicazione Direttore dell'Ufficio Stampa | Consigliere per la stampa e la comunicazione Direttore dell'Ufficio Stampa | Inizio mandato    | Fine mandato    | Presidente della Repubblica |
| -------------------------------------------------------------------------- | -------------------------------------------------------------------------- | ----------------- | --------------- | --------------------------- |
|                                                                            | Antonio Ghirelli                                                           | 20 luglio 1978    | 31 maggio 1980  | Sandro Pertini              |
|                                                                            | Michelangelo Jacobucci                                                     | 15 febbraio 1981  | 3 luglio 1985   | Sandro Pertini              |
|                                                                            | Ludovico Ortona                                                            | 10 settembre 1985 | 28 maggio 1992  | Francesco Cossiga           |
|                                                                            | Tanino Scelba                                                              | 28 maggio 1992    | 18 maggio 1999  | Oscar Luigi Scalfaro        |
|                                                                            | Paolo Peluffo                                                              | 18 maggio 1999    | 15 maggio 2006  | Carlo Azeglio Ciampi        |
|                                                                            | Pasquale Cascella                                                          | 15 maggio 2006    | 20 aprile 2013  | Giorgio Napolitano          |
|                                                                            | Maurizio Caprara                                                           | 19 giugno 2013    | 3 febbraio 2015 | Giorgio Napolitano          |
|                                                                            | Giovanni Grasso                                                            | 13 febbraio 2015  | In carica       | Sergio Mattarella           |

### Stanziamenti e bilancio per la presidenza della Repubblica
Il valore aggregato degli stanziamenti per la presidenza della Repubblica è contabilizzato in un'apposita voce di costo nel bilancio dello Stato. A differenza di organi paragonabili di altri stati, gli stanziamenti per la presidenza della Repubblica italiana includono le pensioni del personale in quiescenza. Al netto dei trattamenti pensionistici (oltre 90 milioni), gli stanziamenti sono in linea con quelli di altri paesi europei. Inoltre, la presidenza della Repubblica italiana mantiene un patrimonio artistico di eccezionale valore, peraltro reso fruibile al pubblico.
Di seguito, si riporta il totale degli stanziamenti per la presidenza della Repubblica, in milioni di euro:
- 140 nel 2001
- 167 nel 2002
- 183 nel 2003
- 195 nel 2004
- 210 nel 2005
- 217 nel 2006
- 224 nel 2007
- 228 nel 2008
- 231 nel 2009
- 228 nel 2010
- 228 nel 2011[21]
- 228 nel 2012[22]
- 228 nel 2013[23]
- 228 nel 2014[24]
- 224 nel 2015[25]
- 224 nel 2016[26]
- 224 nel 2017[27]
- 224 nel 2018[28]
- 224 nel 2019[29]
- 224 nel 2020[29]
- 224 nel 2021[29]
- 224 nel 2022[29]
- 224 nel 2023[29]

### Residenze ufficiali
Formalmente la residenza ufficiale del Presidente della Repubblica Italiana è il palazzo del Quirinale, tuttavia non tutti i presidenti scelsero di abitare in questo luogo, usandolo più che altro come ufficio. Infatti Giovanni Gronchi fu il primo presidente che nel 1955 non si trasferì stabilmente con la famiglia nel palazzo del Quirinale, come fece anche Sandro Pertini nel 1978. La tradizione di abitare al Quirinale è stata ripresa dal presidente Oscar Luigi Scalfaro a metà del suo mandato ed è poi proseguita con i suoi successori.
Il presidente della Repubblica ha a disposizione anche la tenuta presidenziale di Castelporziano, anche se raramente viene utilizzata. Questa tenuta era la riserva di caccia della famiglia reale dei Savoia ed è stata incorporata nel patrimonio della Repubblica dopo la caduta della monarchia.
Una terza residenza del presidente è villa Rosebery, situata a Napoli e utilizzata in occasione delle visite in quella città, ma principalmente come residenza estiva.
| Presidente            | Presidente       | Località          | Residenza                              | Residenza                           | Proprietà    | Proprietà   |
| Immagine              | Dati             | Località          | Residenza                              | Residenza                           | Acquisizione | Dismissione |
| --------------------- | ---------------- | ----------------- | -------------------------------------- | ----------------------------------- | ------------ | ----------- |
|                       | Luigi Einaudi    | Roma              |                                        | Palazzo del Quirinale               | 1948         | In uso      |
| Roma, Castel Porziano | Luigi Einaudi    |                   | Tenuta presidenziale di Castelporziano | 1948                                | In uso       |             |
| Caprarola             | Luigi Einaudi    |                   | Palazzina del Piacere                  | 1948                                | 1955         |             |
|                       | Giovanni Gronchi | Pisa, San Rossore |                                        | Tenuta presidenziale di San Rossore | 1956         | 1999        |
| Napoli, Posillipo     | Giovanni Gronchi |                   | Villa Rosebery                         | 1957                                | In uso       |             |

### Voli di Stato
Quando il Presidente effettua un volo di Stato, l'aeromobile utilizzato, solitamente fornito dal 31º Stormo dell'Aeronautica Militare, assume l'identificativo IAM9001.

## Riferimenti normativi
- Costituzione della Repubblica Italiana
- Legge 9 agosto 1948, n. 1077, in materia di "Determinazione dell'assegno e della dotazione del Presidente della Repubblica e istituzione del Segretariato generale della Presidenza della Repubblica."